# Доња вилица
Доња вилица (лат. mandibula) је највећа и најмасивнија кост лица, која је преко виличног зглоба повезана са костима лобање. Захваљујући њеној покретљивости, као и зубима који су усађени у алвеоле и мастикаторним мишићима који се овде припајају и групишу, доња вилица учествује у жвакању, говору, мимици и другим значајним функцијама. На њој се описују: тијело и двије гране.

## Тијело
Тијело доње вилице (лат. corpus mandibulae) има потковичасти облик и код новорођенчади се састоји из два дијела која срастају крајем прве године живота. Тијело има двије стране (спољашњу и унутрашњу) и двије ивице (горњу и доњу).
На мјесту споја првобитно одвојених половина мандибуле налази се гребен који се шири надоле и ограничава тзв. брадни троугао (лат. trigonum mentale). На бази троугла се налази брадно испупчење, које је међу сисарима карактеристично само за човјека, а чија се најистуренија тачка у антропологији назива гнатион (лат. gnathion). На крајевима брадног испупчења налазе се квржице од којих полази коса линија која се пружа преко читаве спољашње стране тијела доње вилице и наставља се у предњу ивицу виличних грана. Изнад задњег дијела ове линије налази се жлијеб на којем се припаја образни мишић. У предњем дијелу спољашње стране налазе се два овална отвора кроз које излазе брадни живац и артерија. На горњем делу ове стране виде се и испупчења коријенова доњих зуба, поготово у предњем дијелу где је кост тања.
На унутрашњој страни тијела је такође присутан жлијеб или гребен који означава мјесто срастања половина вилице. У доњем дијелу се налази брадна бодља са четири квржице на којима се припајају влакна десног и левог гениоглосног и гениохиоидног мишића. Слично као и код спољашње стране и овде постоји унутрашња коса или милохиоидна линија на којој се припаја истоимени мишић. Осим тога, са сваке стране су присутна три удубљења: подјезична јамица у којој је смјештена подјезична жлијезда, подвилична јамица за смјештај подвиличне жлијезде и дигастрична јама у којој се припаја предњи трбух двотрбушног мишића.
На горњој или алвеоларној ивици се налазе зубне чашице за коријенове доњих зуба. Између појединих чашица налазе се коштане преграде (лат. septa interalveolaria). Доња ивица се назива и база тела мандибуле и она је дебела и заобљена.

## Гране
Гране доње вилице су правоугаоне коштане плочице, које полазе од задњег дијела тијела и пружају се уназад и навише. На свакој грани се разликују две стране (спољашња и унутрашња) и четири ивице (предња, задња, горња и доња).
Спољашња страна је удубљена у средњем дијелу, док је доњи дио представљен у виду храпавог испупчења. На оба дијела спољашње стране се припајају влакна масетеричног мишића. На средини унутрашње стране се налази вилични отвор (лат. foramen mandibulae) који представља почетак истоименог канала. У доњем дијелу унутрашње стране је такође присутно испупчење на коме се припаја унутрашњи криласти мишић. Влакна овог и масетеричног мишића се спајају испод угла мандибуле и образују мишићну омчу.
Предња ивица је танка и оштра. Паралелно са њом дуж унутрашње стране се пружа сљепоочни гребен који се иза посљедњег кутњака дијели у два крака: унутрашњи и спољашњи. Заједно са ивицом посљедње зубне чашице, ова два крака образују тзв. заткутњачки троугао. На спољашњем краку се припаја образни мишић. Задња ивица је знатно дебља и заобљенија и ступа у односе са паротидном жлијездом. Доња ивица се наставља у истоимену ивицу тијела мандибуле, док је горња ивица удубљена и раздваја два наставка.

## Вилични угао
Вилични угао (лат. angulus mandibulae) настаје на мјесту споја тијела и грана доње вилице. Његова величина може да варира, а обично је већи код жена него код мушкараца.

## Наставци
На горњем дијелу сваке гране доње вилице налазе се по два наставка: короноидни и кондиларни.
Короноидни наставак (лат. processus coronoideus) има троугласти облик и на њему се припаја сљепоочни мишић. Кондиларни или зглобни наставак (лат. processus condylaris) учествује у формирању виличног зглоба и састоји се од главе и врата. Глава доње вилице носи зглобну површину која остварује везу са јамом сљепоочне кости. На врату се припаја спољашњи криласти мишић.

## Вилични канал
Вилични канал (лат. canalis mandibulae) полази од истоименог отвора и пружа се кроз одговарајућу грану и тијело доње вилице. У висини коренова првог доњег преткутњака он де дели у спољашњи и унутрашњи крак. Спољашњи крак се завршава брадним отвором, а унутрашњи крак наставља првобитни правац канала и одлази према предњим зубима.
Кроз канал пролазе доњи вилични живац и артерија.

## Галерија
- Латерална страна доње вилице
- Доња вилица
- Зубни низ у доњој вилици